# Bourg-Achard
Bourg-Achard is een gemeente in het Franse departement Eure (regio Normandië). De plaats maakt deel uit van het arrondissement Bernay. Bourg-Achard telde op 1 januari 2022 4.029 inwoners.

## Geografie
De oppervlakte van Bourg-Achard bedroeg op 1 januari 2022 12,32 vierkante kilometer; de bevolkingsdichtheid was toen 327 inwoners per km².

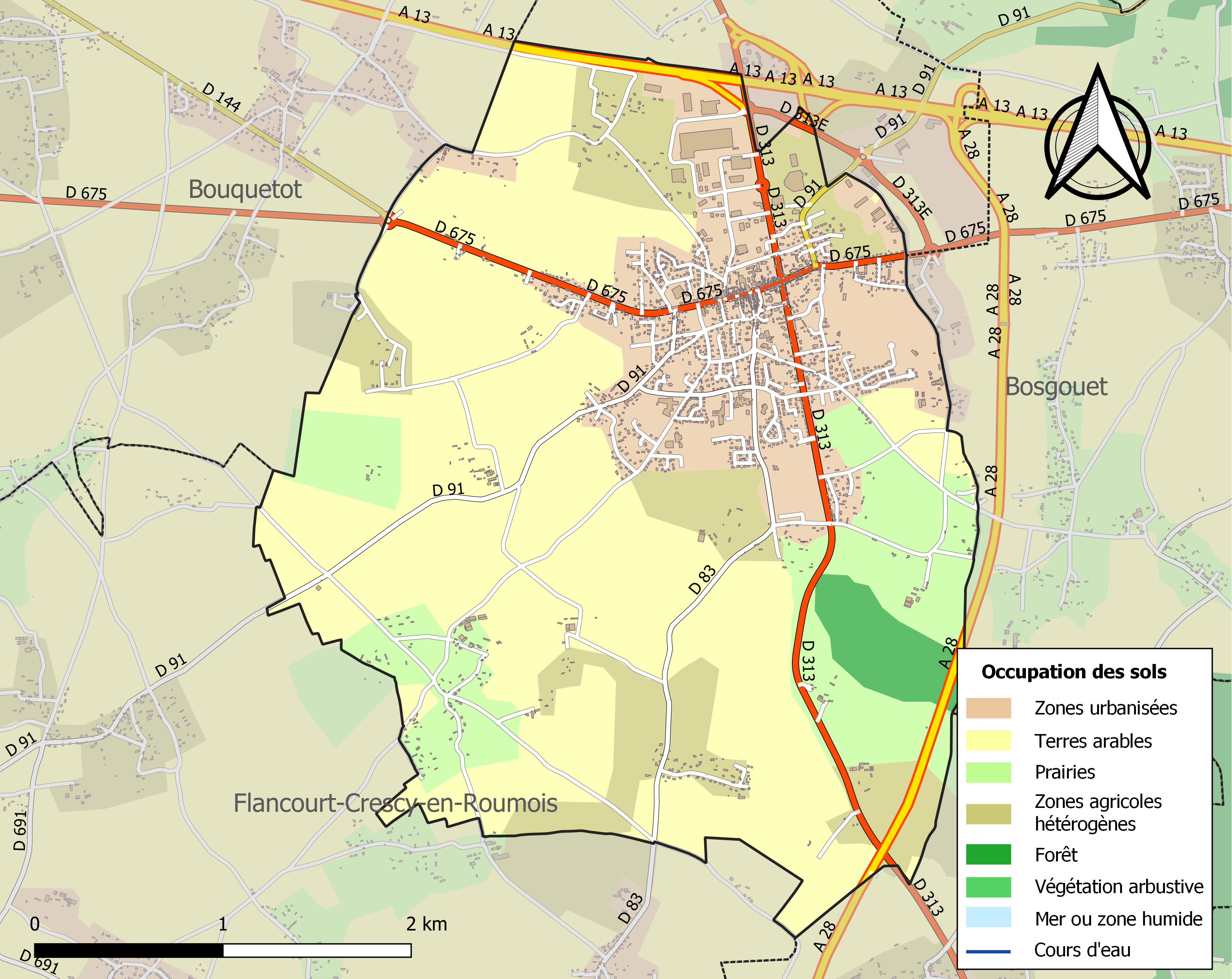
Kaart van de gemeente met belangrijkste infrastructuur, bodemgebruik en omliggende gemeenten

## Demografie
Onderstaande figuur toont het verloop van het inwonertal (bron: INSEE-tellingen).